# Гамбург-Центр
Гамбург-Центр (нім. Hamburg-Mitte) — один з 7 районів міста Гамбург, Німеччина. Розташований на правому і лівому берегах річки Ельба. Район складається з 19 міських частин (нім. Stadtteilen) :
- Більброк (нім. Billbrook),
- Більштед (нім. Billstedt),
- Боргфельде (нім. Borgfelde),
- Фінкенвердер (нім. Finkenwerder),
- Гафен-Сіті (нім. HafenCity),
- Гамбург-Альтштадт (нім. Altstadt),
- Гамм (нім. Hamm),
- Гаммерброк (нім. Hammerbrook),
- Горн (нім. Horn),
- Кляйнер Грасброк (нім. Kleiner Grasbrook),
- Гамбург-Нойштадт (нім. Neustadt),
- Нойверк (нім. Neuwerk),
- Ротенбургсорт (нім. Rothenburgsort),
- Санкт-Георг (нім. St. Georg),
- Санкт-Паулі (нім. St. Pauli),
- Штайнвердер (нім. Steinwerder),
- Феддель (нім. Veddel),
- Вальтерсгоф (нім. Waltershof),
- Вільгельмсбург (нім. Wilhelmsburg).

## Галерея

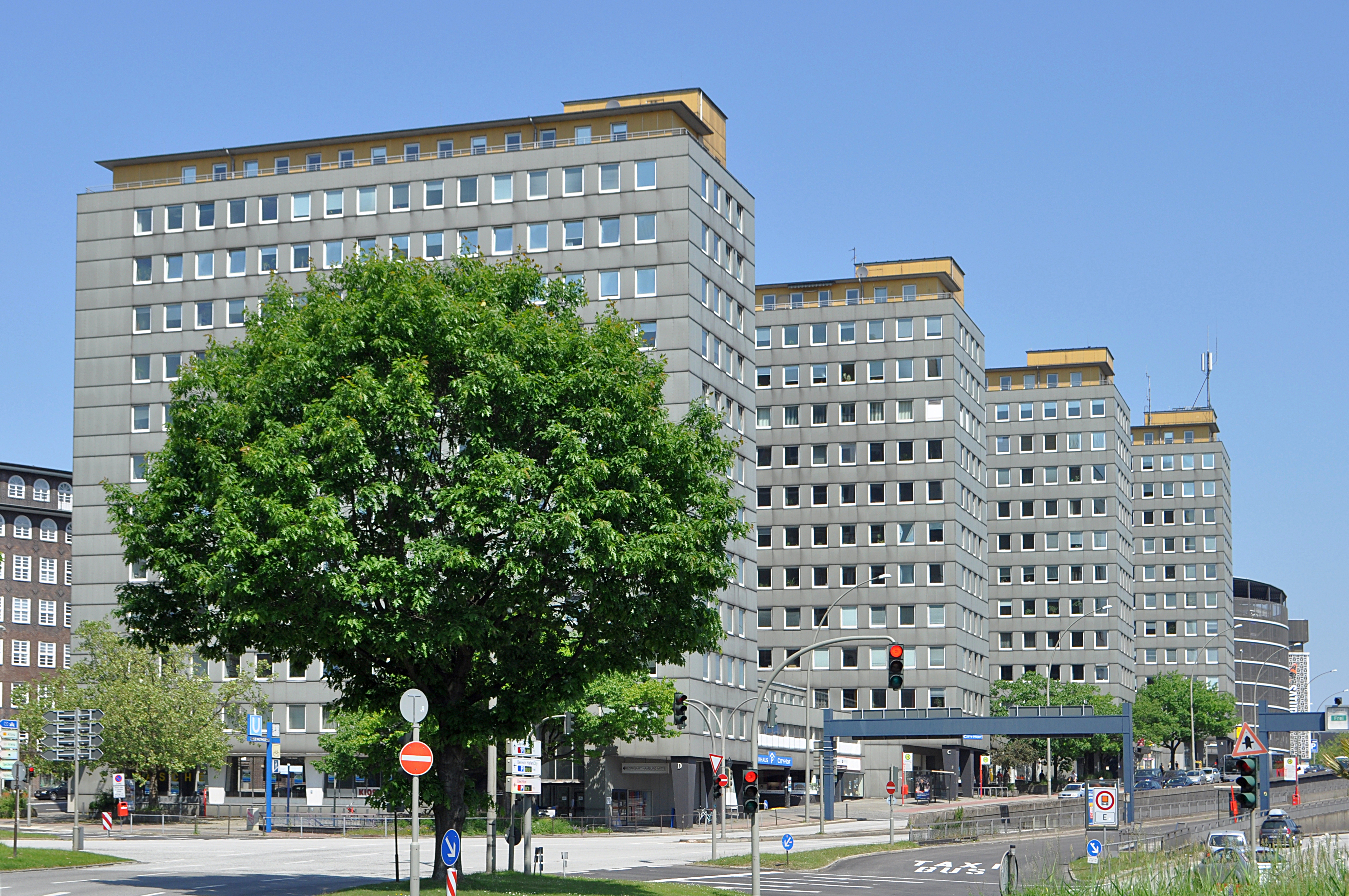
Одна з вулиць району
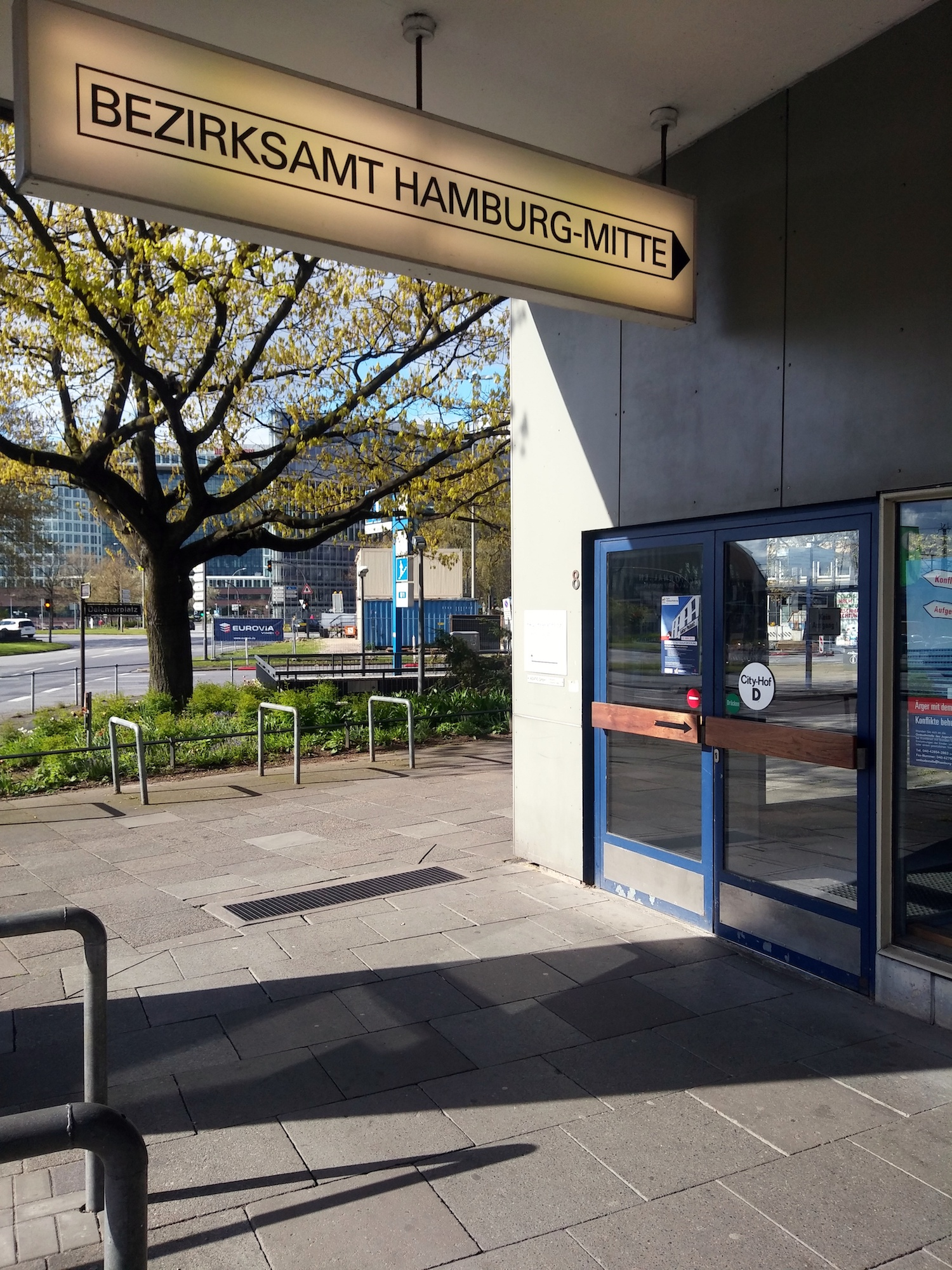
Будинок адміністрації району Гамбург-Центр